# Jorma Huuhtanen

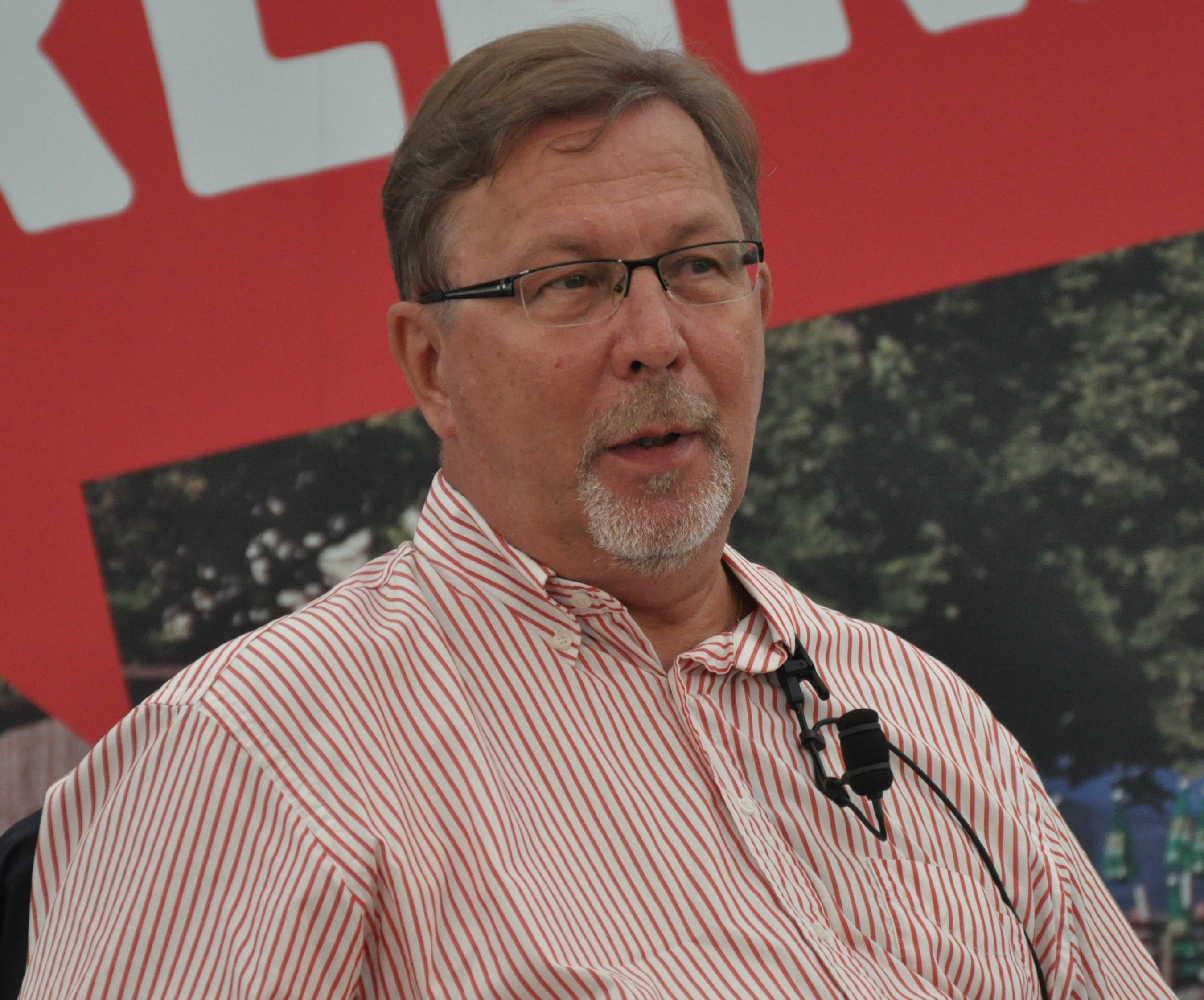
Jorma Huuhtanen.

Jorma Kalevi Huuhtanen, född 26 november 1945 i Soini, är en finländsk politiker och ämbetsman. 
Huuhtanen blev medicine licentiat 1973 och är specialist i allmän medicin. Han var läkare vid Nilsiä och Rautavaara hälsovårdscentral 1975–1984, överläkare 1985–1999 och var generaldirektör för Folkpensionsanstalten 2000–2010. Han representerade Centern i Finlands riksdag 1987–2000 samt var social- och hälsovårdsminister i Esko Ahos regering 1992–1995.

## Utmärkelser
- Kommendörstecknet av Finlands Vita Ros’ orden,  6 december 1995[1]
- Kommendörstecknet av I klass av Finlands Lejons orden,  6 december 2009[1]

[Redigera Wikidata]